# JoKarl Huber
JoKarl Huber (eigentlich Karl Josef Huber) (* 13. Februar 1902 in Laudenbach; † 26. Februar 1996 in Seeshaupt) war ein bildender Künstler.

## Leben
JoKarl Huber wurde als Karl Josef Huber in Laudenbach, einem Weiler, der heute zu Weikersheim in Tauberfranken gehört, geboren. Dort verbrachte er auch seine Kindheit. Nach dem Abitur am Schubart-Gymnasium Aalen studierte er von 1920 bis 1926 Jura und Philosophie in Tübingen und München, ab 1928 Malerei an der Kunstakademie München. Dort wurde er Meisterschüler von Karl Caspar (Malerei) und Adolf Schinnerer (Zeichnen). 1936 wurden seine Werke, so wie die Werke aller modernen Künstler der Zeit, als entartete Kunst eingestuft. Es folgte ein offizielles Malverbot, was einem Berufsverbot als Kunstmaler gleichkam. Huber betätigte sich als Lithograph und Glaskünstler, was nicht unter das Malverbot fiel. Ab 1934 lebte er vorwiegend in Seeshaupt am Starnberger See im Landkreis Weilheim-Schongau. Die Gemeinde Seeshaupt erließ in der Zeit des Nationalsozialismus für sein Grundstück ein Bauverbot. 1936 holte Pfarrer August Uhl seinen Schulfreund zu Renovierungsarbeiten an der dortigen Kirche St. Peter und Paul in Weil der Stadt. 1938 heiratete JoKarl Huber die Künstlerin Hildegard Sasse (* 25. November 1905 in Gütersloh; † 20. Januar 1999 in Seeshaupt). 1939 verlieh er in einer Glasmalerei der Versuchung Jesu dem Teufel die Gesichtszüge Adolf Hitlers. Das Fenster wurde 1940 in der Pfarrkirche von Weil der Stadt eingesetzt. 1941 wurde Huber zum Kriegsdienst eingezogen und nahm am Zweiten Weltkrieg teil. 1942 wurde seine Tochter Ursula geboren. 1944 geriet Huber als Offizier (Oberzahlmeister) im französischen Le Havre in britische Gefangenschaft. Nach dem Krieg lehrte er von 1946 bis 1949 Zeichnen an der Kunstakademie München. Unterdessen erhielt er 1947 die behördliche Baugenehmigung für sein Grundstück und baute eigenhändig sein Wohn- und Atelierhaus in Seeshaupt. Zahlreiche Werke des vielseitigen Künstlers, darunter Werke der Glaskunst, Mosaiken, Skulpturen, Gemälde und Grafiken sind bis heute erhalten.

## Werke (Auswahl)
- 1940 Glasfenster St. Peter und Paul in Weil der Stadt. In der Szene der Versuchung Jesu trägt der Teufel unverkennbar die Züge Adolf Hitlers
- 1947 Wiesbaden, Staatstheater (Oper) – Deckengemälde (1973 zerstört)
- 1948 Weil der Stadt, St. Peter und Paul – Mariae Verkündigung, Mosaik
- 1952 Weil der Stadt, Marienbrunnen, Bronze
- 1953 Weil der Stadt, St. Peter und Paul, Deckel des Taufsteins, Bronze
- 1955 Heidelberg Hauptbahnhof, Eingangshalle: Sonnenwagen des Apoll, Sgraffito

## Fernsehberichte
- Guido Knopp: Der Teufel von Weil der Stadt. Ein Kirchenfenster und die Gestapo. Fernsehsendung, ZDF-History, 8 Minuten, ausgestrahlt am 17. November 2002[3]